# Hoplopleura ingens
Hoplopleura ingens är en insektsart som beskrevs av Castro 1982. Hoplopleura ingens ingår i släktet Hoplopleura och familjen gnagarlöss. Inga underarter finns listade i Catalogue of Life.